# Copa Asiática Femenina de la AFC de 2010
La XVII Copa Asiática Femenina de la AFC de 2010 se realizó en China del 19 al 30 de mayo. La final fue disputada en Chengdu entre Australia y Corea del Norte ganando las primeras en la definición por penales 5-4 después de empatar a 1 en el tiempo reglamentario y la Prórroga. Estas dos selecciones junto con el tercer lugar: Japón obtuvieron los tres cupos de la AFC para la Copa Mundial Femenina de Fútbol de 2011 que se jugará en Alemania entre el 26 de junio y el 17 de julio de 2011.

## Clasificación
Los 8 cupos para la Copa fueron distribuidos de la siguiente manera: 1 para el anfitrión, 4 para los 4 mejores clasificados (con excepción de China, el anfitrión) y los 3 restantes para los ganadores de una clasificatoria.
Los equipos clasificados directamente fueron: Corea del Norte, Australia, Japón y Corea del Sur.

## Equipos participantes
El sorteo de los grupos se efectuó el 21 de noviembre de 2009 en Kuala Lumpur, Malasia.
| Australia | China           | Corea del Sur | Tailandia |
| Birmania  | Corea del Norte | Japón         | Vietnam   |

## Sedes
| Chengdu                     | Shuangliu                     |
| --------------------------- | ----------------------------- |
| Centro Deportivo de Chengdu | Centro Deportivo de Shuangliu |
| Aforo: 39 225               | Aforo: 26 000                 |
|                             |                               |

## Formato
El torneo se dividió en 2 fases: la primera consistía en 2 grupos de 4 equipos donde los 2 mejores de cada grupo avanzaron a la segunda ronda. En la segunda serían encuentros de eliminación directa consistiendo en semifinales, partido por el 3º lugar y Final.

## Resultados
- Los horarios corresponden a la hora de la República Popular China (UTC+8).

### Grupo A
| Equipo          | Pts | PJ | PG | PE | PP | GF | GC | Dif |
| --------------- | --- | -- | -- | -- | -- | -- | -- | --- |
| Japón           | 9   | 3  | 3  | 0  | 0  | 14 | 1  | 13  |
| Corea del Norte | 6   | 3  | 2  | 0  | 1  | 6  | 2  | 4   |
| Tailandia       | 3   | 3  | 1  | 0  | 2  | 2  | 7  | -5  |
| Birmania        | 0   | 3  | 0  | 0  | 3  | 0  | 12 | -12 |

| 20 de mayo de 2010 | Corea del Norte                                   | 3:0 (2:0) | Tailandia | Centro Deportivo, Chengdu                               |                                                         |
| 16:00              | Jon Myong-hwa 1' · Kim Yong-ae 2' · Jo Yun-mi 73' |           |           | Asistencia: 260 espectadores Árbitro(s): Bentla D' Coth | Asistencia: 260 espectadores Árbitro(s): Bentla D' Coth |

| 20 de mayo de 2010 | Japón                                                                                                  | 8:0 (3:0) | Birmania | Centro Deportivo, Chengdu                            |                                                      |
| 19:30              | Iwashimizu 4' · Sawa 10', 71' · Yamaguchi 28' (pen.), 60' · Sameshima 50' · Miyama 54' · Kamionobe 85' |           |          | Asistencia: 360 espectadores Árbitro(s): Hong Eun-ah | Asistencia: 360 espectadores Árbitro(s): Hong Eun-ah |

| 22 de mayo de 2010 | Tailandia | 0:4 (0:3) | Japón                                             | Centro Deportivo, Chengdu                               |                                                         |
| 16:00              |           |           | Takase 28' · Nakano 42' · Utsugi 45+3' · Ando 55' | Asistencia: 550 espectadores Árbitro(s): Bentla D' Coth | Asistencia: 550 espectadores Árbitro(s): Bentla D' Coth |

| 22 de mayo de 2010 | Birmania | 0:2 (0:1) | Corea del Norte                 | Centro Deportivo, Chengdu                         |                                                   |
| 19:30              |          |           | Yun Song-mi 17' · Jo Yun-mi 84' | Asistencia: 360 espectadores Árbitro(s): Wang Jia | Asistencia: 360 espectadores Árbitro(s): Wang Jia |

| 24 de mayo de 2010 | Corea del Norte | 1:2 (0:2) | Japón                         | Centro Deportivo, Chengdu                            |                                                      |
| 16:00              | Ra Un-sim 70'   |           | Ando 4' (pen.) · Nagasato 14' | Asistencia: 400 espectadores Árbitro(s): Hong Eun-ah | Asistencia: 400 espectadores Árbitro(s): Hong Eun-ah |

| 24 de mayo de 2010 | Birmania | 0:2 (0:1) | Tailandia                | Centro Deportivo, Shuangliu                       |                                                   |
| 16:00              |          |           | Junpen 15' · Waranya 89' | Asistencia: 180 espectadores Árbitro(s): Wang Jia | Asistencia: 180 espectadores Árbitro(s): Wang Jia |

### Grupo B
| Equipo        | Pts | PJ | PG | PE | PP | GF | GC | Dif |
| ------------- | --- | -- | -- | -- | -- | -- | -- | --- |
| China         | 7   | 3  | 2  | 1  | 0  | 6  | 0  | 6   |
| Australia     | 6   | 3  | 2  | 0  | 1  | 5  | 2  | 3   |
| Corea del Sur | 4   | 3  | 1  | 1  | 1  | 6  | 3  | 3   |
| Vietnam       | 0   | 3  | 0  | 0  | 3  | 0  | 12 | -12 |

| 19 de mayo de 2010 | Australia                        | 2:0 (1:0) | Vietnam | Centro Deportivo, Chengdu                              |                                                        |
| 15:00              | Khamis 29' · Ledbrook 51' (pen.) |           |         | Asistencia: 1,000 espectadores Árbitro(s): Ri Hyang-Ok | Asistencia: 1,000 espectadores Árbitro(s): Ri Hyang-Ok |

| 19 de mayo de 2010 | China | 0:0 | Corea del Sur | Centro Deportivo, Chengdu                                     |                                                               |
| 19:00              |       |     |               | Asistencia: 15,000 espectadores Árbitro(s): Pannipar Kamnueng | Asistencia: 15,000 espectadores Árbitro(s): Pannipar Kamnueng |

| 21 de mayo de 2010 | Corea del Sur   | 1:3 (0:0) | Australia                             | Centro Deportivo, Chengdu                                  |                                                            |
| 15:00              | Kang Sun-mi 71' |           | Carroll 52' · De Vanna 59' · Kerr 66' | Asistencia: 600 espectadores Árbitro(s): Sachiko Yamagishi | Asistencia: 600 espectadores Árbitro(s): Sachiko Yamagishi |

| 21 de mayo de 2010 | Vietnam | 0:5 (0:4) | China                                                                             | Centro Deportivo, Shuangliu                                  |                                                              |
| 19:30              |         |           | Li Danyang 8' · Yuan Fan 12' · Zhang Rui 37' · Bi Yan 45+1' (pen.) · Han Duan 51' | Asistencia: 8,500 espectadores Árbitro(s): Pannipar Kamnueng | Asistencia: 8,500 espectadores Árbitro(s): Pannipar Kamnueng |

| 23 de mayo de 2010 | China        | 1:0 (1:0) | Australia | Centro Deportivo, Chengdu                                    |                                                              |
| 16:00              | Zhang Rui 9' |           |           | Asistencia: 1,000 espectadores Árbitro(s): Sachiko Yamagishi | Asistencia: 1,000 espectadores Árbitro(s): Sachiko Yamagishi |

| 23 de mayo de 2010 | Vietnam | 0:5 (0:4) | Corea del Sur                                                 | Centro Deportivo, Shuangliu                             |                                                         |
| 16:00              |         |           | Yoo Young-a 20' 21' 66' · Cha Yun-hee 28' · Jung Seol-bin 36' | Asistencia: 11,000 espectadores Árbitro(s): Ri Hyang-Ok | Asistencia: 11,000 espectadores Árbitro(s): Ri Hyang-Ok |

## Segunda fase
|  | Semifinales         | Semifinales         |       |                     | Final               | Final |  |
|  |                     |                     |       |                     |                     |       |  |
|  |                     |                     |       |                     |                     |       |  |
|  | Chengdu, 27 de mayo |                     |       |                     |                     |       |  |
|  | Japón               | 0                   |       |                     |                     |       |  |
|  | Australia           | 1                   |       |                     |                     |       |  |
|  |                     |                     |       |                     |                     |       |  |
|  |                     |                     |       |                     | Chengdu, 30 de mayo |       |  |
|  |                     |                     |       |                     | Australia (p.)      | 1 (5) |  |
|  |                     | Corea del Norte     | 1 (4) |                     |                     |       |  |
|  |                     |                     |       |                     |                     |       |  |
|  |                     |                     |       |                     |                     |       |  |
|  |                     |                     |       |                     | Tercer lugar        |       |  |
|  | Chengdu, 27 de mayo | Chengdu, 27 de mayo |       | Chengdu, 30 de mayo | Chengdu, 30 de mayo |       |  |
|  | China               | 0                   |       | Japón               | 2                   |       |  |
|  | Corea del Norte     | 1                   |       |                     | China               | 0     |  |

### Semifinales
| 27 de mayo de 2010 | Japón | 0:1 (0:1) | Australia  | Centro Deportivo, Chengdu                                    |                                                              |
| 16:00              |       |           | Gill 45+1' | Asistencia: 1,200 espectadores Árbitro(s): Pannipar Kanmueng | Asistencia: 1,200 espectadores Árbitro(s): Pannipar Kanmueng |

| 27 de mayo de 2010 | China | 0:1 (0:0, 0:0) (t. s.) | Corea del Norte    | Centro Deportivo, Chengdu                                  |                                                            |
| 19:30              |       |                        | Kim Kyong-hwa 109' | Asistencia: 12,500 espectadores Árbitro(s): Semaksuk Praew | Asistencia: 12,500 espectadores Árbitro(s): Semaksuk Praew |

### Tercer lugar
| 30 de mayo de 2010 | Japón               | 2:0 (1:0) | China | Centro Deportivo, Chengdu                              |                                                        |
| 16:00              | Ando 18' · Sawa 62' |           |       | Asistencia: 5,800 espectadores Árbitro(s): Hong Eun-ah | Asistencia: 5,800 espectadores Árbitro(s): Hong Eun-ah |

### Final
| 30 de mayo de 2010 | Australia                                    | 1:1 (1:1, 1:0) (t. s.)(5:4 p.) | Corea del Norte                                                     | Centro Deportivo, Chengdu                                    |                                                              |
| 19:30              | Kerr 19'                                     |                                | Jo Yun-mi 73'                                                       | Asistencia: 1,200 espectadores Árbitro(s): Sachiko Yamagichi | Asistencia: 1,200 espectadores Árbitro(s): Sachiko Yamagichi |
|                    |                                              | Tiros desde el punto penal     |                                                                     |                                                              |                                                              |
|                    | Shipard · Ledbrook · Gill · Garriock · Simon |                                | Jo Yun-mi · Yun Song-mi · Choe Yong-sim · Yu Jong-hui · Mun Chol-mi |                                                              |                                                              |

|                               |
| Bandera de Australia          |
| Campeón Australia 1.er título |

## Clasificados alMundial del 2011
| Bandera de Australia | Bandera de Corea del Norte | Bandera de Japón |
| Australia            | Corea del Norte            | Japón            |

## Goleadores
| Jugador                               | Jugador        | Goles |
| ------------------------------------- | -------------- | ----- |
| Bandera de Corea del Norte            | Jo Yun-Mi      | 3     |
| Bandera de Corea del Sur              | Yoo Young-A    | 3     |
| Bandera de Japón                      | Kozue Ando     | 3     |
| Bandera de Japón                      | Homare Sawa    | 3     |
| Bandera de Australia                  | Samantha Kerr  | 2     |
| Bandera de la República Popular China | Zhang Rui      | 2     |
| Bandera de Japón                      | Mami Yamaguchi | 2     |